# Supreme Commander
Supreme Commander è un videogioco di strategia in tempo reale per computer e Xbox 360, progettato da Chris Taylor e sviluppato dalla Gas Powered Games (azienda di sua proprietà) e THQ. Il gioco è il "successore spirituale" (non ufficiale) del gioco Total Annihilation di Taylor nel 1997, infatti ne mantiene molte caratteristiche. La prima volta fu annunciato nell'agosto 2005 da PC Gamer magazine, il gioco è stato pubblicato il 16 febbraio 2007 in Europa e il 20 febbraio in Nord America. Una sua espansione, Supreme Commander: Forged Alliance è stata pubblicata il 6 novembre dello stesso anno. Nel marzo 2010 esce Supreme Commander 2.
Supreme Commander è ambientato nel XXVII secolo durante la Guerra Infinita, una guerra che imperversa in tutto l'universo e della quale sono protagoniste le tre fazioni: Aeon Illuminate (detti Gli Illuminati), la Nazione Cibrana (Cibrani), e la United Earth Federation (abbreviativo UEF e con popolazione umana). Il gioco è incentrato sull'utilizzo di un mech bipede gigante chiamato Unità di Comando Corazzata (UCC) per costruire una base, aggiornando poi le unità create a più elevati livelli di tecnologia, e conquistando gli avversari.
Supreme Commander per PC è stato ben accolto dalla critica, con una valutazione media calcolata da Metacritic di 86 su 100, contro i soli 56 della versione per Xbox.

## Modalità di gioco
Supreme Commander inizia con il giocatore che è in possesso di un'unica e insostituibile unità denominata Unità di Comando Corazzata, o UCC, titolare di Supreme Commander. La distruzione di questa unità provoca la cosiddetta fusione, una enorme esplosione nucleare che distrugge tutto ciò che la circonda, e normalmente determina la perdita della partita (nella modalità di gioco schermaglia possono essere impostate diverse condizioni di vittoria). Questi mech sono stati progettati per essere trasportati attraverso la galassia tramite portali quantici, e contengono tutti i materiali e schemi necessari per creare un esercito del XXVII secolo da risorse energetiche autoctone di un pianeta in poche ore. Tutte le unità standard, ad eccezione dei Comandanti (UCC) e delle "Unità di Comando Corazzate di Supporto" (UCCS) sono robot autosufficienti.
Tutte le unità e le strutture appartengono a uno dei quattro livelli di tecnologia, o livelli "Tech" e ciascun livello è più forte e/o efficiente rispetto al precedente. Alcune strutture possono essere aggiornate ad un livello di tecnologia più alto senza dover essere ricostruite, ad eccezione del cantiere navale, della fabbrica a terra e di quella aerea.
- Tech 1: è disponibile all'inizio del gioco ed è costituito da strutture e piccole unità relativamente deboli, queste sono poco costose in termini di risorse e rapide da realizzare.
- Tech 2: espande notevolmente le capacità del giocatore, soprattutto in termini di armi fisse e schermatura, e introduce le versioni aggiornate di primo livello di unità.
- Tech 3: comprende unità d'assalto veramente potenti, progettate per superare le più impenetrabili fortificazioni nemiche.
- Livello unità sperimentali: è una serie limitata di armi sperimentali; queste solitamente oltre a richiedere un elevato tempo per la realizzazione necessitano di ingenti quantità di risorse, ma forniscono un notevole vantaggio tattico. Ogni fazione ha tre diversi sperimentali.

Supreme Commander offre vari tipi di schermaglia IA.
I tipici livelli di difficoltà Facile e Media (Sfida) sono presenti, ma quello Difficile ha quattro possibili varianti:
- Orda: L'avversario attaccherà costantemente con numerose unità.
- Tecnica: tenterà di raggiungere il livello Tech più elevato prima di attaccare.
- Bilanciata: bilancerà le azioni di attacco e l'incremento del livello Tech.
- Suprema: sceglierà tra Orda, Tecnica e Bilanciata in base alla mappa.

La campagna a giocatore singolo è costituita da diciotto missioni, sei per ogni fazione. Il giocatore è un inesperto Comandante, che svolge un ruolo chiave nella campagna della sua fazione, cioè quello di portare al termine la "Guerra Infinita". Nonostante il basso numero di missioni della campagna, ognuna può potenzialmente durare ore. All'inizio di una missione, al giocatore vengono assegnati degli obiettivi da completare; una volta svolti, la mappa viene ampliata, a volte raddoppia o triplica, e nuovi obiettivi da completare verranno assegnati. La missione è comunemente suddivisa in tre parti e il giocatore dovrà spesso superare le linee nemiche per raggiungere la vittoria.

## Gestione e strategie delle risorse

### Risorse
Gli esseri umani hanno scoperto la tecnologia della replicazione e quindi solo due tipi di risorse sono necessarie: l'energia e la massa. L'energia è ottenuta mediante la costruzione su qualsiasi superficie solida di generatori di energia o centrali ad idrocarburi (realizzabili solo su determinati giacimenti), mentre la massa si ottiene mediante la costruzione di estrattori di massa su dei giacimenti presenti in serie limitata e già predisposti o mediante la costruzione di fabbricatori di massa i quali per fabbricare quest'ultima a seconda del livello Tech impiegano quantità considerevoli di energia.
Gli ingegneri (gli addetti alla costruzione) sono in grado di raccogliere energia da composti organici (alberi) e massa dai rottami delle unità distrutte.

### Costruzione
Ogni fazione presenta gli edifici necessari per la generazione di una efficiente base di produzione: estrattori e fabbricatori di massa, generatori di energia, tre tipologie di fabbriche di unità (terra, aerea e navale), punti di difesa, torrette contraeree, generatori di scudi, lanciamissili tattici e strategici, postazioni radar ecc.
Ogni edificio e unità necessita di una determinata quantità di massa ed energia per essere costruita e la mancanza di questi ultimi provoca un rallentamento della costruzione.
Per velocizzare la costruzione è possibile assegnare più di un ingegnere, ma il numero di risorse utilizzate sarà maggiore.

### Magazzini
Ogni giocatore ha già una certa quantità di risorse di “storage”, che può essere ampliato con la costruzione di strutture di immagazzinamento (magazzini di energia e massa); in questo modo in tempi di carenza le riserve possono consentire al giocatore di poter continuare per un certo tempo le proprie attività senza rallentamenti.
Se la produzione di risorse supera i consumi del giocatore, il materiale in più è sprecato.

### Sistema di adiacenza
Un sistema di adiacenza permette a certe strutture fra di loro adiacenti di beneficiare l'una dall'altra. Le strutture che consumano energia (fabbriche a terra, aeree, fabbricatori ed estrattori di massa) ne useranno di meno quando in fianco a loro saranno presenti generatori di energia e questi ultimi produrranno più energia se saranno adiacenti ai loro magazzini. Lo stesso discorso vale per gli estrattori e generatori di massa. Le strutture adiacenti vengono collegate tra loro con dei grossi cavi nei quali fluiscono le risorse.
Tuttavia, posizionando le strutture molto vicine tra loro, c'è il forte rischio che se una di esse venisse distrutta quelle a lei adiacenti vengano seriamente danneggiate o distrutte, causando in alcuni casi devastanti reazioni a catena.

## Conversione
Nel 2008 il videogioco è stato distribuito anche per la piattaforma Xbox 360, la conversione è stata effettuata da Aspyr Media.